# Stort klätterslide
Stort klätterslide (Antigonon guatemalense) är en art i familjen slideväxter från Mexiko.

## Synonymer
Antigonon grandiflorum B.L.Robinson
Antigonon insigne Mast.
Antigonon macrocarpum Britton & Small
Polygonum grandiflorum Bertol.